# Шишко, Григорий Гордеевич
Шишко Григорий Гордеевич (15 апреля 1923, Великая Долина, Екатеринославская губерния — 29 августа 1994, Кривой Рог, Днепропетровская область) — советский и украинский художник, первый криворожский художник Член союза художников СССР, член Национального союза художников Украины.

## Биография
Родился 15 апреля 1923 года в посёлке Костромка Апостоловского района Днепропетровский области в семье крестьян.

### Становление
С изменениями в общественной жизни страны семья Григория Гордеевича переезжает в Запорожье, где родители работают на строительстве. В этом городе будущий художник идёт в школу. Однажды, возвращаясь с учёбы, он увидел супружескую пару, которая вместе увлеченно рисовала окружающий пейзаж. Долго и зачарованно Григорий смотрел, как на холсте появляются небо, земля, деревья. С тех пор и сам увлёкся рисованием, посещает обычный кружок рисования, такой, какие действовали по всему городу при дворцах культуры. По воспоминаниям сестры художника, первой удачной работой Григория Шишко была птицы на ветке — эта работа долгое время хранилась в семейной коллекции художника. В 1935 году родители переезжают в Кривой Рог. По окончании средней школы № 15 Григорий мечтал продолжить художественное образование, но быстро реализовать свои планы он не смог — помешала Великая Отечественная война. 1 июня 1942 года Григория Гордеевича со многими другими молодыми людьми вывезли на принудительные работы в Германию. Сначала была работа в городе Гессен в Рурском регионе на танковом предприятии, откуда и совершил первый свой побег. После поимки отправлен в двухмесячное заключение в немецкую тюрьму, — и на дальнейшую работу, но уже на угольную шахту. Снова бежал, снова попал в тюрьму. Был направлен в штрафной лагерь, где и находился до освобождения из плена 2 апреля 1945 года. После окончания войны и возвращения на родину работал художником-оформителем на Криворожском металлургическом заводе. В конце 1940-х годов будущий живописец женился. Несмотря на материальные трудности продолжает художественное образование и в 1948 году поступает в Одесское художественное училище имени М. Б. Грекова, которое переформировали с художественного института. На то время это было одно из лучших учебных заведений такого уровня образования, где преподавали лучшие художники.

### Активная творческая деятельность
После окончания училища художник возвращается в Кривой Рог. Именно в этом городе происходит становление Григория Шишко как художника, Кривой Рог становится городом всей жизни художника — в нём он черпает вдохновение. Здесь он настойчиво и целенаправленно работает и, как результат, в 1964 году принят в Союз художников СССР.
В результате упорного труда и творческих поисков у художника выработался свой, присущий только ему уникальный живописный стиль. Работы пишутся широкими, смелыми мазками, светятся переливами цветов. Любимыми цветами его работ становятся красный и зеленый, голубой и оранжевый.
Ведущей темой творческих работ Григория Шишко становится строгая красота железного края — карьеры, шахты, рудники, виды индустриального Криворожья. Ярким периодом творчества становится поездка в посёлок Седнев под Черниговом. В его творчестве появляются темы золотой осени, прекрасной и нежной весны. С тех пор, при первой возможности, художник ездит в Седнев всегда возвращаясь с большим количеством работ.
У Григория Гордеевича в картинах не только пейзажи, но и замечательные натюрморты, портреты учёных, писателей, тружеников предприятий Криворожья, сельских жителей, политических деятелей того времени. Множество работ было посвящено Тарасу Шевченко, чьей личностью художник увлекался.
C 1957 года принимает активное участие во всех выставках, не только сам выставляется, но и привлекает к этим мероприятиям молодых художников, за что снискал уважение среди коллег и единомышленников. Исследование творчества Шишко в Кривом Роге в 1970—1980-х годах проводила искусствовед историко-краеведческого музея Людмила Дубницкая. Несколько персональных выставок при жизни художника было проведено в городском музее.
В 1992 году бывшая криворожанка Тамара Демиденко, владелица британской галереи, предложила Григорию Шишко выкупить солидную часть его картин. Художник, уже тяжело больной, согласился, и, таким образом, за границу были вывезены, кроме индустриальных пейзажей, пейзажи Черниговщины, а также несколько полотен, посвященные Тарасу Шевченко.
В экспозиции Криворожского историко-краеведческого музея есть несколько промышленных пейзажей кисти Григория Шишко, а также изображен им интерьер дома, в котором родился Александр Довженко, выдающийся украинский режиссёр. Эта картина отличается особой теплотой, в ней и упоминание о собственном детстве, и неизменная любовь к Украине, которую художник воспевал в своих произведениях. В каждом из произведений оказываются новые грани таланта криворожского художника, который оставил яркий, неизгладимый след на родной земле.
Кроме изобразительной деятельности Григорий Гордеевич любил читать, изучать историю. Им была собрана большая коллекция книг по изобразительному искусству.
До последних дней своей жизни Григорий Шишко работал.
Умер 29 августа 1994 года в Кривом Роге.

## Память
В начале 1990-х большое количество работ художника приобрели частные коллекционеры и коллекция попала в Лондон. Здесь с большим успехом проходили персональные выставки Григория Гордеевича. Было выпущено много каталогов. Для сохранения памяти художника были изданы персональные альбомы «Григорий Шишко» (2001) и «Цвет руды» (2005) на английском языке. Некоторые из работ находятся в частных коллекциях в Шотландии.
Начиная с 1993 года прошло 9 персональных выставок художника, одна из самых важных — в 2001 году в «Молл-Геллериз», Лондон. Так же в Страсбурге, Лондоне, Шотландии.
В Кривом Роге в честь художника названа улица.